# Eutimio Pinzón
Eutimio Pinzón Martínez (Corral Falso, Atoyac, actual Estado de Guerrero, 19 de abril de 1820 - Metlpapa, 13 de junio de 1867) fue un militar mexicano que combatió con los liberales en la revolución de Ayutla, en la guerra de Reforma y durante la intervención francesa.

## Biografía
Su padre fue Luis Pinzón, quien fue un insurgente durante la guerra de la independencia de México y participó en la defensa del país durante la intervención estadounidense. Eutimio tomó las armas en compañía de su padre para defender el plan de Ayutla, ambos se unieron al ejército del general Juan Álvarez.
En 1855 obtuvo el grado de coronel y en ese mismo año el de general. Las tropas del general Pinzón fueron conocidas como los "Pintos de Tierra Caliente". Durante la guerra de Reforma, Pinzón defendió el bando liberal, participando en la batalla de Guadalajara, la batalla de Tacubaya y en el sitio de Teloloapan. 
En el libro Historia de Tierra Caliente del ingeniero Alfredo Mundo Fernández se dice que el general Eutimio Pinzón fue nombrado Jefe de la 2.ª Brigada de la División del Sur en 1863 por el general Diego Álvarez, y se le encarga cuidar los Distritos guerrerenses de Hidalgo, Aldama, Mina y Alarcón. El general Pinzón escoge como Cuartel General y Base de Operaciones a Cutzamala en donde instala su tropa, en la plaza, y el pueblo le ofrece una casona que aún se conserva en perfectas condiciones. Dice la citada obra que de Cutzamala sale en 1863 a Puebla para luchar contra los franceses, llevando a los Batallones Primero y Segundo del Estado de Guerrero y apoyando el Ejército de Oriente del general Jesús González Ortega. El libro Cutzamala Magia de un Pueblo del mismo autor expresa que el Batallón Primero de Guerrero en realidad era el Batallón del Distrito de Mina y estaba formado por los temidos y aguerridos "Pintos de Tierra Caliente". El general Eutimio Pinzón estaba acompañado de su joven hijo el coronel Nicolás Pinzón y del valiente coronel cutzamalteco Julián Vázquez. La tropa del general Pinzón ataca La Línea de Los Remedios en el Fuerte Zaragoza.
El 17 de mayo de 1863 el ejército francés se apoderó de Puebla, tomando prisionero a Pinzón. Fue trasladado a Veracruz, de donde logró fugarse con otros oficiales, entre los que se encontraban el general Jesús González Ortega y el general Porfirio Díaz. Pinzón huyó al estado de Guerrero, donde fue nombrado como jefe de la segunda brigada de la División del Sur. Fue comisionado a la defensa de los distritos de Hidalgo, Aldama, Mina y Alarcón, instalando su cuartel general y base de operaciones en Cutzamala.
El general Pinzón participó en la batalla del 2 de abril de 1867, tomando el convento del Carmen. Narra con detalle Cutzamala Magia de un Pueblo del Ing. Alfredo Mundo Fernández que el general Eutimio Pinzón participa en la famosa batalla del 2 de abril de 1867 contra los Conservadores del Imperio de Maximiliano apoyando al patriota general Porfirio Díaz que quería que triunfara la república del presidente Benito Juárez. Los traidores a la patria se hacían fuertes en Convento del Carmen, dice, y ahí los ataca el general Eutimio Pinzón venciéndolos y llenándose de gloria. Dice el ingeniero Mundo en aquel libro que el general Eutimio Pinzón dos días después, el 4 de abril, junto con el general Porfirio Díaz ataca a los traidores en la famosa Batalla de San Lorenzo saliendo vencedores. Murió el 13 de junio de 1867 en los Capires cerca de Metlapa y de Iguala al caer en una emboscada por parte de Vicario e Ignacio Figueroa. Fue sepultado en Cutzamala localidad que actualmente lleva su nombre. El libro Cutzamala Magia de un Pueblo narra en detalle que el general Eutimio Pinzón toma 200 hombres de su tropa en Cutzamala en la madrugada del 13 de junio de 1867 para ir en dirección a Iguala para ver a su hijo el ahora general Nicolás Pinzón que tiene una asignación por parte del general Diego Álvarez. Don Eutimio cae en una emboscada, sigue diciendo, pero saca su machete costeño y su pistola y logra hacer huir a los jimenistas; pero unos metros más adelante, en Los Capires cerca de Metlapa, nuevamente es emboscado y ahí el ladrón Linares le dispara por la espalda quedando muerto en el campo de batalla. Era el 13 de junio de 1867. Finaliza la citada obra diciendo que el general Nicolás Pinzón lleva el cadáver de su padre a sepultar a Cutzamala, en El Sagrario, junto al altar mayor de la iglesia y coloca una lápida ovalada de cantera que aún se conserva con la fecha de su nacimiento (24 de diciembre de 1811) y de su muerte (13 de junio de 1867). En 1980 sus restos óseos y su lápida son trasladados a un monumento en la plaza cívica del Palacio Municipal.